# Зимняк (Московская область)
Зимняк — упразднённая деревня в Сергиево-Посадском городском округе Московской области России.

## География
Урочище находится в северо-восточной части области, в зоне хвойно-широколиственных лесов, на правом берегу реки Дубны, при автодороге 46К-8400, на расстоянии примерно 22 километров (по прямой) к северу от города Сергиев Посад, административного центра округа.

### Климат
Климат характеризуется как умеренно континентальный, с умеренно холодной зимой и тёплым летом. Среднегодовая температура воздуха — +2,7 °C. Средняя температура воздуха самого холодного месяца (января) — −11,3 °C (абсолютный минимум — −48 °C), средняя температура самого тёплого (июля) — +17 °С (абсолютный максимум — +36 °C). Годовое количество атмосферных осадков — 630 мм, из которых около 70 % выпадает в период с апреля по октябрь.

## История
В «Списке населённых мест Владимирской губернии по сведениям 1859 года» населённый пункт упомянут как казённое и владельческое местечко Александровского уезда, расположенная в 46 верстах от уездного города. В местечке насчитывалось 5 дворов и проживало 200 человек (170 мужчин и 30 женщин). Действовала фабрика.
По состоянию на 1905 год, в Козине имелось 10 дворов и проживало 50 человек. В административном отношении местечко входило в состав Константиновской волости.
По данным 1926 года в Зимняке имелось 17 хозяйств (в том числе 9 крестьянских) и проживал 31 человек (43 мужчины и 44 женщины). Являлся частью Ченцовского сельсовета Константиновской волости Сергиевского уезда Московской губернии.